# Reto Hug
Pour les articles homonymes, voir Hug.
Reto Hug, né le 24 janvier 1975 à Marthalen, est un triathlète suisse, champion d'Europe en 1999 à Funchal au Portugal.

## Biographie
Reto Hug participe au premier triathlon olympique aux Jeux de 2000 à Sydney en Australie, il prend la 8e place avec un temps de 1 h 49 min 21 s 30. Aux Jeux olympiques d'été de 2004, il ne se place que 40e. Il participe à ses troisièmes jeux lors des Jeux olympiques d'été de 2008 où il termine en 29e position avec un temps de 1 h 52 min 4 s 93. Il possède dans son palmarès un titre de champion d'Europe 1999 et une deuxième place au championnat du monde 2005.
À la fin de l'année 2012, Reto Hug se retire du sport professionnel et travaille depuis chez Swiss Triathlon. Son épouse Nicola Spirig, également triathlète suisse, continue sa carrière sous son nom. Le couple vit à Winkel dans le canton de Zurich et a un fils Yanis né en 2013.

## Palmarès
Le tableau présente les résultats les plus significatifs (podium) obtenus sur le circuit national et international de triathlon depuis 1999,.
| Année | Compétition                                    | Pays           | Position | Temps           |
| ----- | ---------------------------------------------- | -------------- | -------- | --------------- |
| 2012  | Challenge Aarhus                               | Danemark       |          | 4 h 0 min 58 s  |
| 2011  | Coupe d'Asie - l'étape de Subic Bay            | Philippines    |          | 1 h 54 min 33 s |
| 2011  | Triathlon EDF Alpe d'Huez                      | France         |          | 5 h 56 min 16 s |
| 2008  | Championnat du monde                           | Canada         |          | 1 h 50 min 17 s |
| 2006  | Coupe du monde - l'étape de Richards Bay       | Afrique du Sud |          | 1 h 53 min 8 s  |
| 2005  | Championnat du monde                           | Japon          |          | 1 h 49 min 36 s |
| 2005  | Coupe du monde - l'étape de Hambourg           | Allemagne      |          | 1 h 45 min 33 s |
| 2004  | Championnat de Suisse                          | Suisse         |          | 1 h 49 min 15 s |
| 2001  | Coupe du monde - l'étape de Lausanne           | Suisse         |          | 1 h 53 min 58 s |
| 2001  | Championnat de Suisse                          | Suisse         |          | Timing          |
| 2000  | Championnat d'Europe                           | Pays-Bas       |          | 1 h 52 min 32 s |
| 2000  | Championnat de Suisse                          | Suisse         |          | Timing          |
| 1999  | Championnat d'Europe                           | Portugal       |          | 1 h 48 min 42 s |
| 1999  | Coupe du monde - l'étape de Kapelle-op-den-Bos | Belgique       |          | 1 h 45 min 42 s |